# Ri Jun-il
Ri Jun-il (ur. 24 sierpnia 1987 w Pjongjang) – północnokoreański piłkarz występujący na pozycji obrońcy w klubie Sobaeksu.

## Kariera
Ri Jun-il od początku swojej kariery związany jest z klubem Sobaeksu. W 2007 roku zadebiutował w reprezentacji Korei Północnej. Został powołany do kadry na Mistrzostwa świata 2010.